# Grand Prix d'Isbergues 1981
Il Grand Prix d'Isbergues 1981, trentacinquesima edizione della corsa, si svolse il 20 settembre 1981 su un percorso con partenza e arrivo a Isbergues. Fu vinto dal francese André Chalmel della Peugeot-Esso-Michelin davanti al suo connazionale Francis Castaing e al belga Ferdi Van den Haute.

## Ordine d'arrivo (Top 10)
| Pos. | Corridore               | Squadra                     | Tempo |
| ---- | ----------------------- | --------------------------- | ----- |
| 1    | André Chalmel           | Peugeot-Esso-Michelin       |       |
| 2    | Francis Castaing        | Peugeot-Esso-Michelin       |       |
| 3    | Ferdi Van den Haute     | La Redoute-Motobecane       |       |
| 4    | Gilbert Duclos-Lassalle | Peugeot-Esso-Michelin       |       |
| 5    | Paul Sherwen            | La Redoute-Motobecane       |       |
| 6    | Jacques Bossis          | Peugeot-Esso-Michelin       |       |
| 7    | Dominique Sanders       | Peugeot-Esso-Michelin       |       |
| 8    | Pierre Bazzo            | La Redoute-Motobecane       |       |
| 9    | Marc Demeyer            | Capri Sonne-Koga Miyata     |       |
| 10   | Serge Beucherie         | Sem-France Loire-Campagnolo |       |